# Eilidh Childová
Eilidh Doyleová, rozená Childová (* 20. února 1987 Perth, Skotsko, Spojené království) je bývalá britská atletka, sprinterka, jejíž hlavní disciplínou byl běh na 400 metrů překážek.

## Sportovní kariéra
První mezinárodní úspěch zaznamenala v roce 2009 na evropském šampionátu do 23 let v litevském Kaunasu. Ve finále čtvrtky s překážkami si vylepšila osobní maximum na 55,32 sekundy, což ve finále stačilo na stříbrné umístění. Zúčastnila se též ME do 23 let v roce 2007 v maďarském Debrecínu, kde ve finále obsadila 5. místo. V roce 2010 uspěla na Hrách Commonwealthu v Novém Dillí, kde jako reprezentantka Skotska získala stříbrnou medaili v běhu na 400 m překážek. V běhu na 4 × 400 metrů obsadilo skotské kvarteto ve složení (Gemma Nicolová, Eilidh Childová, Kathryn Evansová a Lee McConnellová) časem 3:30,91 celkové 5. místo.
Na Mistrovství světa v atletice 2011 v jihokorejském Tegu doběhla v prvním semifinálovém kole na 6. místě (55,89 s) a do finále nepostoupila. Před branami finále zůstala rovněž na Letních olympijských hrách 2012 v Londýně, kde ve třetím semifinálovém rozběhu skončila na 7. místě (56,03 s).

### Halové ME 2013
Úspěšná byla na halovém ME ve švédském Göteborgu v roce 2013. Ve finále závodu na 400 metrů si vylepšila osobní rekord (51,45 s) a vybojovala stříbrnou medaili, když prohrála pouze s Perri Shakesovou-Draytonovou, jež trať zaběhla v čase 50,85 s. Bronzovou medaili získala Švédka Moa Hjelmerová, jež vylepšila halový národní rekord na 52,04 s. O osm setin později doběhla na 4. místě Zuzana Hejnová a v čase 52,71 s závod dokončila na 5. místě Denisa Rosolová. Na posledním, 6. místě skončila původem Američanka Shana Coxová, která však od roku 2011 reprezentuje Spojené království.
Druhou medaili na šampionátu, zlatou, vybojovala ve štafetovém závodě na 4 × 400 metrů. Společně se Shanou Coxovou, Christine Ohuruoguovou a Perri Shakesovou-Draytonovou zaběhly tuto trať v novém britském rekordu a časem 3:27,56 vytvořily i nový rekord šampionátu. Původní hodnotu, kterou držely běloruské běžkyně od halového ME 2007 vylepšily o 27 setin sekundy.

### ME 2014
Zlatou medaili vybojovala také na mistrovství Evropy v Curychu v roce 2014. Ve finále běhu na 400 metrů překážek s ní dlouho bojovala o první místo Denisa Rosolová, Childová nakonec zvítězila v čase 54,48 o osm setin před Ukrajinkou Hannou Titimecovou. Druhou medaili – tentokrát bronzovou – získala jako členka britské štafety na 4 × 400 metrů.

### Osobní rekordy
- 400 m (hala) – 51,45 s – 3. března 2013, Göteborg
- 400 m (venku) – 52,28 s – 17. července 2011, Glasgow
- 400 m překážek – 54,96 s – 2. června 2012, Ženeva

## Osobní život
V říjnu 2015 se provdala za svého dlouholetého přítele, bývalého irského běžce Briana Doyleho.